# 질 스콧 (가수)
질 스콧(Jill Scott, 1972년 4월 4일 ~ )은 미국의 가수이자 배우이다.

## 생애 초반
스콧은 1972년 4월 4일에 펜실베이니아주 필라델피아에서 태어났다. 스콧은 필라델피아 북부에 위치한 한 동네에서 자신의 어머니인 조이스 스콧과 할머니에 의해 외동딸로 자랐다. 스콧은 행복한 어린 시절을 회상하며 "매우 사랑받는 아이였다."고 전했다. 스콧은 여호와의 증인으로 성장했다.
스콧은 필라델피아 여자 고등학교를 졸업한 이후에 템플 대학교에 재학했다. 스콧은 2가지 일을 하면서 중등 교육을 공부했고 고등학교 영어 교사가 될 계획을 세웠다. 그러나 스콧은 교사 보좌관으로 근무한 이후에 교직에 환멸을 느끼게 되었고 입학한 지 3년 만에 대학을 중퇴하게 된다.

## 경력

### 2000년 ~ 2009년
스콧은 스포큰 워드 예술가로 활동하기 시작했고 그의 작품을 공연하기 위해 라이브 시 낭독회에 출연했다. 스콧은 더 루츠의 멤버였던 아미르 "퀘스트러브" 톰슨에 의해 발견되었는데 퀘스트러브는 그를 스튜디오의 밴드에 초대했다. 이 콜라보레이션은 〈You Got Me〉라는 곡을 통해 스콧의 공동 작곡 공로를 인정받게 되었다. 2000년에 에리카 바두와 더 루츠는 〈You Got Me〉를 통해 그래미상 최우수 랩 듀오/그룹 공연 부문을 수상했고 스콧은 더 루츠의 라이브 쇼에서 이 곡의 원조 아티스트/가수로 데뷔하게 된다. 그 후 스콧은 에릭 베네이, 윌 스미스, 코먼과 공동 작업을 했고 캐나다에서 진행된 브로드웨이 뮤지컬 《렌트》의 순회 공연에 참여하면서 공연 경험을 넓혔다.
스콧은 스티브 매키버의 '히든 비치 레코딩'(Hidden Beach Recordings) 레이블에 서명한 최초의 아티스트였다. 2000년에는 그의 데뷔 음반인 《Who Is Jill Scott?: Words and Sounds Vol. 1》이 출시되었다. 그는 싱글 곡인 〈A Long Walk〉로 주목을 받으면서 차트에서 성공을 기록했고 2003년 초에 그래미상 최우수 여성 보컬 퍼포먼스 부문 후보에 올랐다. 스콧은 그래미상을 받지 못했지만 2005년에 〈Cross My Mind〉라는 노래를 통해 최우수 어번/얼터너티브 R&B 부문을 수상하게 된다. 2001년 11월에는 라이브 음반 《Experience: Jill Scott 826+》이 출시되었고 2004년에는 스콧의 2번째 정규 음반인 《Beautifuly Human: Words and Sounds Vol. 2》가 출시되었다. 스콧은 계속해서 시를 썼는데 2005년 4월에는 세인트 마틴스 프레스(St. Martin's Press)에서 스콧의 시집인 《순간, 분, 시간》(The Moments, The Minutes, The Hours)이 출간되었다.
스콧은 2007년 초반에 조지 벤슨과 알 재로의 콜라보레이션 싱글 〈God Bless The Child〉에 출연했다. 이는 2007년 그래미상 시상식에서 스콧에게 2번째 그래미상인 최우수 전통 R&B 보컬 부문 수상을 안겨주었는데 스콧은 벤슨, 재로와 함께 우승을 공유했다. 스콧은 2006년에 힙합 아티스트 루페 피아스코의 싱글 〈Daydreaming〉에 눈에 띄게 출연했는데 이 곡은 2008년 그래미상 최우수 어번/얼터너티브 공연 부문을 수상했다. 2007년 1월 30일에는 콜라보레이션(Collaborations)이라는 새로운 스콧 컬렉션에도 출연했다.
스콧의 콜라보레이션 컬렉션은 2007년 9월 25일에 발매된 그의 다음 정규 음반인 《The Real Thing: Words and Sounds Vol. 3》의 "애피타이저" 역할을 했다. 타이틀곡의 클립은 히든 비치 레코드의 보너스 디스크에 공개되었고 콜라보레이션에 포함되었다. 이 음반의 타이틀곡 〈Hate on Me〉는 2007년 7월 중순에 발매된 비디오로써 2007년 5월에 방송되었다. 앨범 발매에 앞서 히든 비치는 그들의 포럼을 통해 17분짜리 앨범 샘플을 공개했다. 샘플로 미리 본 노래 12곡 사이에는 스콧이 그의 노래 몇 곡 뒤에 영감을 준 것에 대한 개인적인 설명이 있었다.
스콧은 2008년에 자신의 2번째 라이브 음반인 《Live in Paris+》를 발매했는데 이 음반은 유럽에서 열린 "빅 뷰티풀 투어"(Big Beautiful Tour)의 세트리스트에서 녹음된 8곡으로 구성되어 있다. 보너스 DVD에는 같은 콘서트와 함께 《The Real Thing: Words and Sounds Vol. 3》의 라이브 공연 장면도 포함되어 있다. 스콧은 같은 해에 조지 듀크가 피처링을 맡은 《The Real Thing》의 싱글곡 〈Wherever You're Around〉를 통해 도시형 라디오에서 중간 정도의 인기를 끌었다.

### 2010년 ~ 현재
스콧은 2010년 초반에 6집 음반 계약 도중에 중도 하차하여 수백만 달러의 손해를 입었다는 이유로 히든 비치 레코드에 의해 고소당했다. 이 레이블의 설립자인 스티브 매키버는 자신이 스콧의 커리어를 시작하도록 도왔고 그래미상을 수상한 싱어송라이터로 키웠는데 스콧이 10년 이상의 관계 끝에 10월에 무자비하게 차였다고 지적했다. 그러나 스콧은 그 주장에 반대했다.
히든 비치는 피해를 상쇄하기 위해 스콧이 기존에 공개하지 않았던 자료로 구성된 여러 장의 컴파일 앨범을 발매할 계획이었다. 이 시리즈의 첫 번째 앨범인 《The Original Jill Scott, Vol. 1.》(이전에는 제목이 《Button Before Dawn》이었음)은 스콧과 워너 브라더스가 2011년 초반에 체결한 배급 계약에 따라 스콧이 발매한 《The Light of the Sun》이라는 새 음반과 혼동되지 않도록 스콧으로부터 일시 정지 요청을 받았다. 이 거래는 스콧이 그녀의 마케팅과 프로모션을 직접 통제하고 블루스 베이브 레코드의 각인 하에 자신의 음악을 발매한다. 스콧은 또한 라이브 네이션과 콘서트 투어를 확대하기 위한 멀티 투어 계약을 체결했다.
《The Light of the Sun》은 2010년에 공식적으로 생산을 시작했다. 스콧은 R&B 가수 맥스웰과 함께 진행한 《Maxwell & Jill Scott: The Tour》 투어를 통해 18개 도시의 공연장에서 팬들에게 이 음악을 미리 보여 주었다. 스콧은 투어가 끝난 이후에 음반 프로듀서인 JR 허트슨과 스튜디오 세션을 시작했다. 이 음반은 2011년 6월 21일에 정식 발매되기 이전에 진행된 사전 주문을 발매되었다. 또한 미국 빌보드 200 차트 1위에 데뷔해 첫 주에 135,000장이 팔리며 첫 차트 1위에 올랐다.
2012년 4월에는 스콧의 사운드클라우드 계정을 통해 발매된 프로모션 싱글 〈Shame〉이 공개되었다. 이 싱글에서는 래퍼 이브와 3인조 R&B 그룹 더 A-그룹이 등장한다. 이 동영상은 4월 13일에 에센스닷컴을 통해 공개되었다. 이 음반의 공식 데뷔 싱글은 앤서니 해밀턴이 피처링을 맡은 〈So in Love〉이다.
이 앨범은 2012년 4월 스콧의 사운드클라우드 계정으로 발매된 프로모션 싱글 'Shame'이 선행됐다. 싱글에는 래퍼 이브와 R&B 3인조 The A-Group이 등장한다. 이 동영상은 4월 13일 Essence.com을 통해 공개됐다. 이 앨범의 공식 데뷔 싱글은 앤서니 해밀턴이 출연한 "So in Love"이다. 4월에 발매되어 미국 빌보드 핫 R&B/힙합 송 차트에서 43위로 데뷔했는데, 이는 스콧이 그 차트에서 가장 높은 데뷔작이다. 10위로 정점을 찍었고, 도시 성인 컨템포러리 차트 1위에서 14주를 보낸 맥스웰의 '운명'과 동률을 이뤘다.
스콧은 "일요일의 빛"(The Light of the Sundays)을 비롯한 여러 전술과 온라인 에센스 인터뷰, 아이튠즈 LP로 앨범 발매 등을 홍보하며 팬들에게 독점적인 사진과 영상을 선사했다. 스콧은 버드와이저 슈퍼페스트가 후원하는 서머 블록 파티 투어에 나서기도 했다. 이번 투어는 앤서니 해밀턴과 전설적인 음악 그룹 민트 컨디션으로 전국 각지의 공연장을 매진시키며 흥행에 성공했다. 진행자로 더그 E. 프레쉬, DJ 재지 제프가 출연하기도 했다. 폴 월이 피처링한 이 앨범의 2번째 공식 싱글인 〈So Gone (What My Mind Says)〉은 2011년 8월에 발매되었고 이 비디오는 9월 13일에 E! 온라인에서 초연되었다. 이 싱글 음반은 미국 빌보드 핫 R&B/힙합 송 차트에서 28위로 정점을 찍었다. 스콧은 또한 "Hear My Call"이라는 곡의 비디오를 공개했다. 이 프로젝트는 최우수 여성 아티스트, 최우수 뮤직 비디오(〈Hear My Call〉), 최우수 노래(〈So in Love〉), 최우수 앨범(〈The Light of the Sun〉) 등 4개의 NAACP 이미지 어워드를 스콧에게 안겨주었다.
스콧은 에센스 페스티벌에서 공연하는 동안에 자장가 앨범을 발매할 의도를 나타냈다. 2015년에 발매된 스콧의 음반 《Woman》은 애틀랜틱 레코드에서 발매한 1번째 음반이다. 이 음반은 빌보드 200 앨범 차트에서 첫 주에 58,000장이 팔리면서 1위로 데뷔했다. 스콧은 2020년 5월 9일에 에리카 바두가 함께 첫 여성 라이브 스트림 대결을 펼쳤다. 스콧과 바두는 3시간 동안에 걸친 인스타그램 라이브 공연에서 다른 아티스트들을 위해 작곡한 노래 뿐만 아니라 그들의 히트곡도 라이브로 스트리밍했다. 미셸 오바마, 스파이크 리, 퀸시 존스, 재닛 잭슨 등 70만 명 이상의 시청자들이 이 배틀을 시청했다.

## 스타일
스콧은 재즈, 오페라, 리듬 앤 블루스(R&B), 스포큰 워드, 힙합 등을 네오 소울이라고 불리는 스타일로 주입한 소프라노 음악가이다. 《팝 매터스》(Pop Matters)의 평가위원은 스콧의 보컬 능력(1번 소프라노)을 언급하며 "스콧은 고인이 된 '송버드' 미니 리퍼턴과 디니스 윌리엄스의 예술성을 떠올리는 고음역 음악가이다."라고 말했다. 다른 기사에서 같은 평론가는 〈I Think It's Better〉와 〈Show Me〉를 조롱하는 글에서 "질 스콧이 누구인가?"에 유일하게 등장하는 고음역에서 스콧이 부르는 이 곡은 미니 리퍼턴의 예술성을 환기시킨다고 전했다.

## 영화와 텔레비전
스콧은 2000년에 자신의 오랜 친구인 오지 존스 감독의 조언에 따라 배우로 데뷔했다. 스콧은 필라델피아의 한 극단에 가입했고 연극 《지옥에서 온 타일러 페리의 이웃에서》를 통해 데뷔했다. 스콧은 2년 동안 연기 수업을 받는 대가로 하찮은 직업을 얻었다. 스콧은 2004년에 유나이티드 파라마운트 네트워크(UPN)에서 방송된 시트콤 《걸프렌드》 시즌 4의 여러 에피소드에 출연하여 주인공 윌리엄 덴트(레지 헤이스 역)의 연애 관심사인 도나 역할을 맡았다. 스콧은 케빈 베이컨과 키라 세드윅이 주연한 쇼타임 영화 《케이브웰러스》에도 출연했다.
스콧은 2007년에 《하운드독》에서 빅마마 손턴 역할을 맡으면서 처음으로 장편 영화에 데뷔했고 같은 해에 개봉된 타일러 페리 감독의 영화 《왜 내가 결혼했을까?》에 출연했다. 스콧은 2008년에 앤서니 밍겔라 감독의 영화 《넘버원 여탐정 에이전시》에서 프레셔스 라모츠웨 탐정 역할을 맡았는데 이 영화는 영국의 작가인 알렉산더 매콜 스미스가 지은 동명의 소설 시리즈를 각색한 작품이다. 스콧은 2008년 말에 보츠와나에서 BBC와 HBO가 공동 출자한 이 시리즈의 추가 에피소드를 촬영했는데 2009년 3월 1일에 BBC1에서 7부작으로 방영되었고 2009년 3월 29일에 HBO에서 방영되었다. BBC와 HBO는 이 시리즈의 2번째 에피소드를 제작할지 여부를 심사숙고했다.
스콧은 2010년에 BET 시리즈 《블랙 팬서》에서 X맨의 스톰의 목소리를 연기했고 2010년 3월 24일에는 《성범죄수사대: SVU》 에피소드에서 게스트로 출연했다. 스콧은 2010년에 개봉된 영화 《왜 나도 결혼했을까?》에서 쉴라 역을 다시 맡았다. 이 영화는 2009년 8월에 촬영되었고 2010년 4월 2일에 개봉되었다. 스콧은 같은 해에 영화 《어머니의 죄》에서 소외된 딸과 마주한 알코올 중독자인 노나 역할을 맡았다. 스콧은 제42회 NAACP 이미지 어워드 시상식에서 《어머니늬 죄》에서 맡은 역할로 텔레비전 영화, 미니 시리즈, 드라마 스페셜 여우주연상을 수상했다.
스콧은 2012년 5월에 VH1 스토리텔러에 출연하면서 〈Golden〉, 〈He Loves Me〉를 비롯한 가장 주목받는 곡들을 몇 곡 선보였는데 의상 변신은 물론 가발로도 각 곡에 맞는 캐릭터를 만들어냈다. 스콧은 1989년에 개봉한 《철목련》을 리메이크한 라이프타임의 2012년판 작품에서 퀸 라티파, 앨프리 우더드, 필리샤 라샤드, 아데페로 오두예, 콘돌라 라샤드와 함께 주연을 맡았다. 스콧은 돌리 파튼이 맡았던 트루비 존스 역할을 맡았다. 스콧은 2012년 12월에 방영된 《프린지 시즌 5의 8번째 에피소드인 〈인간의 종류》에 출연했다. 스콧은 극작가 데이비드 E. 탤벗의 2005년 소설을 각색한 2013년 영화인 《수하물 찾는 사람》에서 폴라 패튼, 데릭 루크와 함께 주연을 맡았다. 스콧은 2015년 1월에 라이프타임의 영화 《위드 더 링》에서 레지나 홀, 이브와 함께 주연을 맡았다. 스콧은 제임스 브라운을 주제로 한 2014년 영화 《겟 온 업》에서 제임스 브라운의 둘째 아내인 디어드리 "디디" 젱킨스 역할을 맡았다.
스콧은 2018년부터 The CW의 《블랙 라이트닝》에서 범죄 제국의 통치자이자 슈퍼히어로인 블랙 라이트닝의 적인 악당 레이디 이브 역할을 맡았다. 스콧은 2019년에 공통의 과거를 공유하는 이혼 여성 3명을 다룬 1996년 코미디 작품의 텔레비전 각색 작품인 《퍼스트 와이프스 클럽》에 출연했다. 이 프로그램은 BET의 스트리밍 서비스인 BET 플러스에서 볼 수 있으며 라이언 미셸 배세이와 미셸 부토가 출연한다. 이 프로그램은 2번째 시즌을 위해 리뉴얼되었다.

## 사생활
스콧은 2001년에 있었던 하와이주 휴가 도중에 그래픽 아티스트 겸 디스크 자키로 활동한 자신의 남자친구인 리젤 윌리엄스와 비공개 결혼식을 올렸다. 스콧과 윌리엄스 부부는 결혼하기 이전에 7년 동안 사귀었다. 스콧은 윌리엄스에 관한 노래 《He Loves Me (Lyzel in E Flat)》를 작사하고 녹음했다. 하지만 스콧은 결혼한 지 6년이 지난 2007년에 이혼했다. 스콧은 뉴저지주 마운트로럴 타운십, 캘리포니아주에 거주했다. 스콧은 2014년 12월 현재 테네시주에서 살고 있다.
스콧은 2008년 6월 20일에 뉴욕 카네기 홀에서 열린 콘서트에서, 스콧은 드러머인 릴 존 로버츠와 무대 위에서 긴 키스를 나눴다. 그리고 그 커플은 청중들에게 약혼했다고 말했다. 그들의 아들인 젯 해밀턴 로버츠는 2009년 4월 20일에 태어났다. 스콧은 2009년 6월 23일에 로버츠가 헤어졌다고 발표했고 스콧은 잡지 《에센스》에 소식을 전했다. 스콧은 헤어진 뒤에도 "우리는 아들을 사랑하고, 함께 양육하며, 친구로 지내려고 노력하고 있다고 말하면서 양부모가 자녀 양육에 적극적으로 참여하기를 희망하고 있습니다. 많은 지지를 받고 있으니까 그 정도까지는 아무도 원하지 않습니다."라고 말했다. 스콧은 자신의 신곡에 대한 영감 가운데 하나로 그 결별을 언급했다.
스콧은 2016년 6월 25일에 오랜 시간 동안 교제해 온 남자친구인 마이크 돕슨과 비공개 결혼식을 올렸다. 하지만 스콧은 2017년에 결혼 15개월 만에 돕슨과 이혼 소송을 냈다.

## 자선 활동
스콧은 미국의 젊은 소수 민족 학생들이 대학교에서 학비를 지불할 수 있도록 돕기 위해 설립된 프로그램인 블루스 베이브 재단(Blues Babe Foundation)을 설립했다. "블루 베이브"(Blue Babe)로 알려진 스콧의 할머니에서 이름을 딴 이 재단은 16세에서 21세 사이의 학생들에게 재정적 지원을 제공하고 있으며 필라델피아, 캠든, 델라웨어밸리에 거주하는 학생들을 대상으로 하고 있다. 스콧은 재단을 설립하기 위해 10만 미국 달러를 기부했다.
블루스 베이브 재단은 2003년 봄에 캠든에 위치한 크리에이티브 아트 스쿨 졸업생들에게 6만 미국 달러 이상의 기부금을 냈다. 이후 3년 동안 3.2의 내신 성적을 유지한 학생은 누구나 자신의 대학 교육을 위한 학비를 받을 자격을 부여받게 된다.
스콧은 2006년 7월에 열린 에센스 뮤직 페스티벌에서 힙합 노래와 뮤직비디오에서 유색 인종 여성들이 어떻게 묘사되는지에 대해 목소리를 높였다. 스콧은 이 내용이 "더럽고, 부적절하며, 불충분하고, 건강하지 못하며, 오염되었다"라고 비판하면서 듣는 청중들을 향해 "더 많은 것을 요구하라"고 촉구했다.

## 디스코그래피
- Who Is Jill Scott? Words and Sounds Vol. 1 (2000)
- Beautifully Human: Words and Sounds Vol. 2 (2004)
- The Real Thing: Words and Sounds Vol. 3 (2007)
- The Light of the Sun (2011)